# Florián
Florián (también referido como El Florián) es un municipio del departamento de Santander, Colombia, forma parte de la provincia de Vélez. Tiene como lema "La ciudad de las ventanas abiertas", en relación con la cueva formada naturalmente por la cual desemboca en una caída libre de al menos 300 m la quebrada La Venta, esta formación natural es conocida como las Ventanas de Tisquizoque.

Se encuentra localizado al sur del departamento del Santander, a una distancia de 300 km de Bucaramanga y a 180 km de Bogotá.

## Símbolos

### Himno
| Coro Oh Florián... Oh Florián... Oh Florián... I Oh Florián... tierra de gloria, mi patria cuna y hogar, llevo siempre en mi memoria tus montañas verde mar. tus montañas... II El cerro de los venados, Tisquizoque y Furatena, centinelas naturales que te cuidan por doquiera... que te... III Tus mopales son lindos rosales, y las aves cual pétalos van, adornan la inmensa cascada que en torrentes arrullan a Florián que en... |  | IV En tus calles se marca la huella, de las gentes que vienen y van, tu bondad cual la luz de una estrella brindan a todos amor de verdad, brindan... V Oh pueblo Santandereano, tierra de Antonio Galán, pionera de la independencia, que nos guio do en la libertad, que nos… VI Hombre de casta valiente, que grabaron en la historia, cambiaron al defenderte, su vida por la victoria, su vida... |  | VII Todo el pueblo se ufana cantando, nuestro himno con fe y con valor, venerando a tus hombres que dieron, el ejemplo del libertador, el ejemplo… VIII Con ahínco y amor laboremos, y pidamos a Dios por la paz, con firmeza y aprecio de hermanos, Florianenses unámonos más, Florianenses... Coro Oh Florián...Oh Florián...Oh Florián... |  |  |

### Escudo

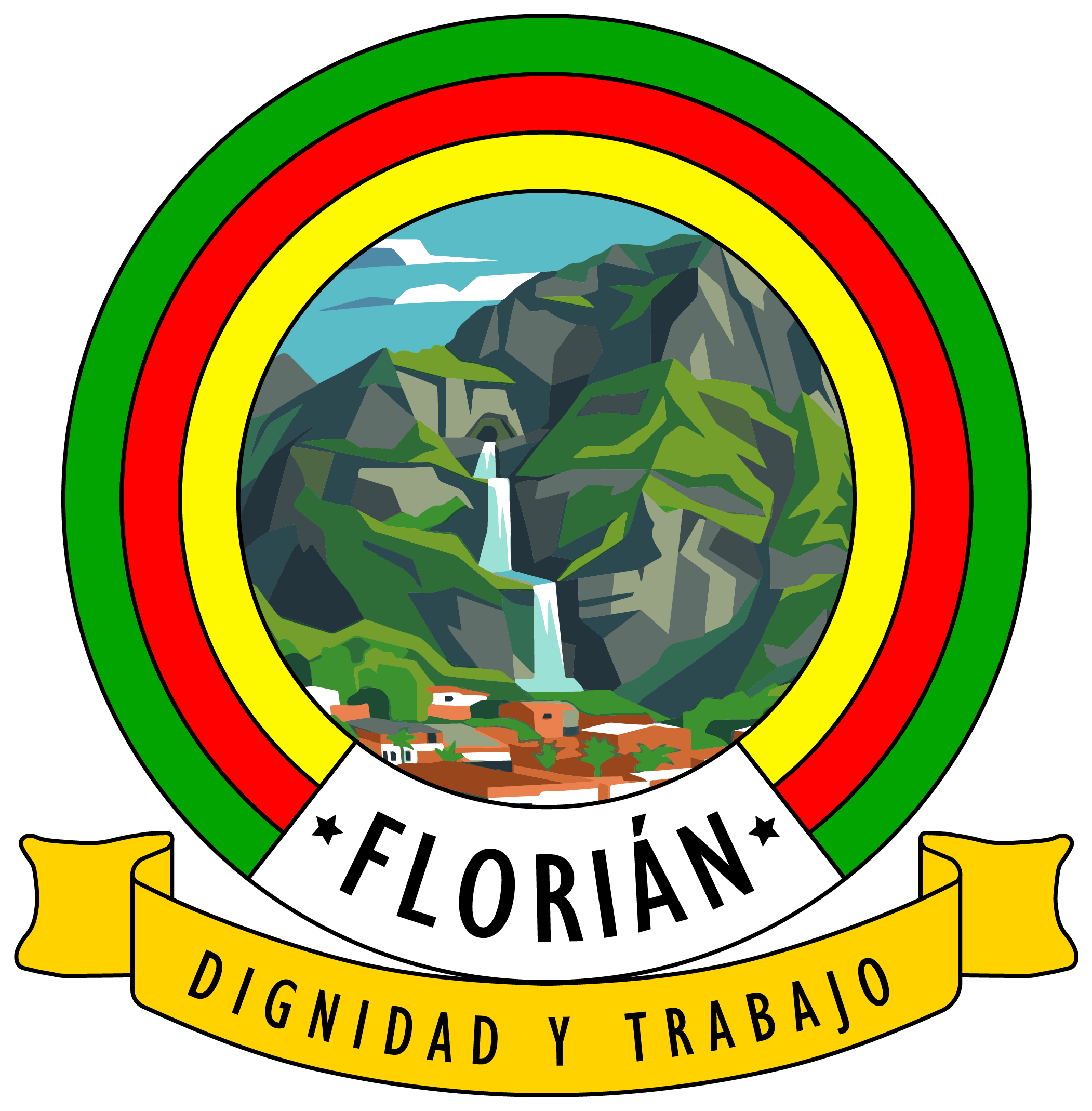
Escudo de Florián

De forma circular al igual que nuestro planeta tierra, su simbología principal “La cascada de Tisquizoque” es el centinela permanente de un pueblo trabajador y forjador de siempre un futuro mejor;  sus cielos abiertos nos muestran la grandiosa libertad y poder del todopoderoso que nos ilumina con el astro sol. Enmarcado en la parte superior por los colores de su bandera y en la parte inferior sobresale de forma muy notoria el nombre del municipio. Su base sostenida por una banda con las palabras “Dignidad y Trabajo”.

### Bandera

Bandera de Florián

El amarillo: simboliza la riqueza de nuestro suelo y la abundante y permanente cosecha. También significa el espíritu alegre y jovial de sus gentes.
El blanco: refleja la tranquilidad y la armonía de la imponente cascada de Tisquizoque y la paz anhelada en este municipio.
El verde: significa la vida, la esperanza, la inspiración y la vitalidad del florianense. Denota también el color de los bosques.
El rojo: nombra y demuestra el color de la sangre amable y solidaria de cada florianense, el empeño, la energía y el amor con el que el residente cuida a su pueblo.

## División Político-Administrativa
Florián tiene su Cabecera municipal tiene dividida en los siguientes barrios:
| Barrio | Barrio                | Ubicación |
| ------ | --------------------- | --------- |
| 1      | Centro                |           |
| 2      | La Alegría            |           |
| 3      | La Unión              |           |
| 4      | Loma de Vélez         |           |
| 5      | Plaza Nueva           |           |
| 6      | Santa Cruz            |           |
| 7      | Corazón del Edén      |           |
| 8      | Nuevo Oriente         |           |
| 9      | Villas de Tisquizoque |           |
| 10     | Buenos Aires          |           |

### Centros poblados

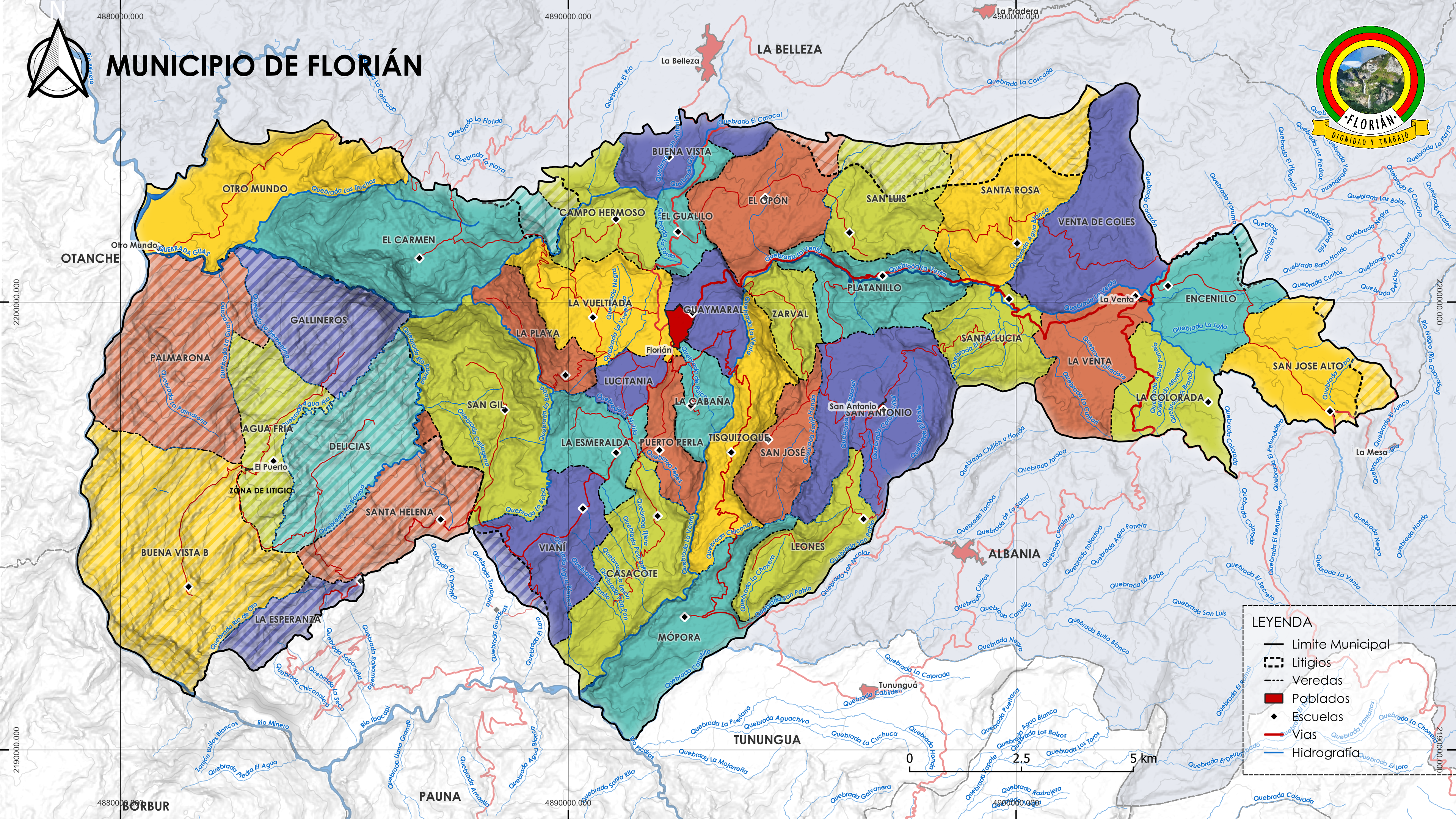
Mapa político de Florián.

Florián tiene bajo su jurisdicción los siguientes centros poblados:
- La Venta
- San Antonio de Leones

### Veredas
El municipio tiene constituido 30 veredas con sus respectivas juntas de acción comunal:
| Buena Vista   | La Cabaña    | Mópora        | San Luis       |
| Campo Hermoso | La Colorada  | Otro Mundo    | Santa Helena   |
| Casacote      | La Esmeralda | Platanillo    | Santa Lucía    |
| El Carmen     | La Playa     | Puerto Perla  | Santa Rosa     |
| El Opón       |              |               | Tisquizoque    |
| Encenillo     | La Vueltiada | San Gil       | Venta de Coles |
| Gualilo       | Leones       | San José      | Vianí          |
| Guaymaral     | Lucitania    | San José Alto | Zarval         |

- Veredas en litigio:

El municipio mantiene desde los tiempos de su creación un litigio con el municipio de Pauna en el departamento de Boyacá. La población ha manifestado que fueron colonos florianenses los que inicialmente poblaron la región, además de que les resulta relativamente más cercano a la cabecera municipal de Florián. Los decretos que limitan a Santander y Boyacá resultan difusos en esta zona, sin embargo no ha sido posible definir los límites debido a que al ser una frontera departamental requiere de una intervención del Congreso de la República para su resolución.
Las veredas que reclama Florián en esta zona de litigio son:
| La Esperanza | Buena Vista Baja | Delicias | Gallineros | Palmarona |

## Historia

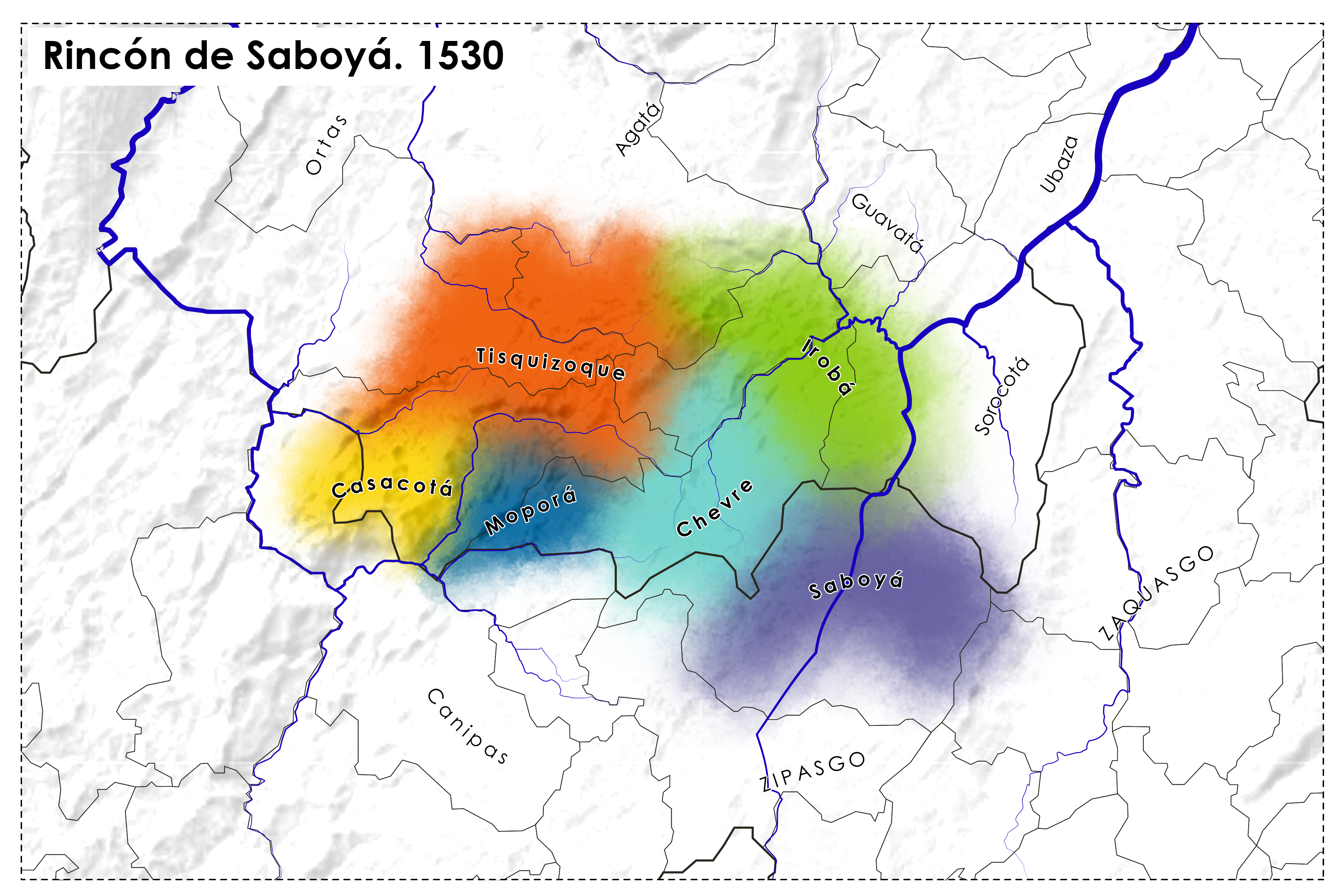
Pueblos Muiscas del rincón de Saboyá

### Periodo precolombino
Varios hallazgos arqueológicos en algunas veredas del municipio permiten afirmar la existencia de culturas precolombinas en la región. Sin embargo, en la actualidad es muy poco lo que se sabe acerca de estos pueblos, dada la poca investigación que se ha hecho en este campo.
En 1998 en la vereda San Luis se halló lo que se presume era un cementerio indígena donde se encontraban varios cuerpos, uno sobre otro. Dos años después, en la misma zona se hizo un hallazgo de cerca de 120 estatuillas talladas en greda, utensilios de piedra como hachas, figuras en barro y cerámicas.En 2008 cerca de ese sitio se hizo otro hallazgo, esta vez de objetos cerámicos y de pequeñas estatuillas talladas en greda. 
A la llegada de los españoles a la región de Vélez la zona era un territorio ocupado por indígenas Muiscas independientes de los Zipas y Zaques de la confederación. Los españoles llamaron a esta zona el rincón de Saboyá, que estaba repartido en los cacicazgos de Saboyá, Chebere, Casacota, Mopora, Tizquizoque, entre otros. Estos últimos tendrían asentamientos en lo que actualmente es el territorio de Florián.

### Periodo colonial
Con la fundación de Vélez en 1539 se inicia el dominio español sobre toda la provincia. Los indígenas de la zona en principio ofrecieron poca resistencia y se sometieron a encomenderos; sin embargo, en pocos meses, al ver las duras imposiciones de los españoles iniciaron acciones bélicas contra ellos, aunque estas difícilmente causaban algún daño, y más bien influyeron en la disminución de la población nativa.

#### Sublevación de Tisquizoque
Aunque se desconoce el momento exacto de contacto entre los indígenas de Tisquizoque y el grupo de conquistadores españoles comandados por Martín Galeano, los indígenas ya se encontraban bajo régimen de la encomienda al momento de la fundación de Vélez en el año 1539.  su primer encomendero fue Juan Gascón.  
En 1540 mientras Galeano se encontraba en tierras de los Guanes actual provincia de Guanentá en Santander, El capitán Juan Fernández de Valenzuela quedó a cargo de la ciudad de Vélez. Gascón que al igual que muchos otros conquistadores se había establecido en la ciudad, exigía al cacique Tisquizoque acudir periódicamente a pagarle tributo, sin embargo, no se mostraba contento con las sumas recibidas y le exigía constantemente mayor botín. 
El cacique Tisquizoque invitó entonces al encomendero a acompañarlo a su pueblo (ubicado probablemente en los límites de La Belleza y Florián en las actuales veredas de San Luis y El Funcial) para poder hacer el pago de un tributo mayor. El español acepta la invitación y sale de Vélez con un grupo de 6 soldados, caballos y perros de presa. Al llegar al cercado indígena fueron recibidos con gran agasajo y se les dispuso una cacería de venados, actividad común entre los indígenas. 
Sin embargo, Tisquizoque ocultaba otras intenciones ya que anteriormente había pactado con el Cacique Saboyá para atacar al grupo de españoles al siguiente día. Gascón y sus acompañantes pasaron la noche sin sospecha, pero a la mañana siguiente fueron rodeados por un grupo de hasta 500 indígenas armados. Al verse sin escapatoria el grupo resuelve hacerles frente y entonces montan los caballos y sueltan a los perros cargando contra el bando indígena causándoles iniciales daños al estar mejor equipados. Sin embargo, la superioridad del bando indígena era abrumadora y al poco tiempo desmontaron a los jinetes y les dieron muerte a todos. 
Al conocerse la noticia en Vélez hubo una gran conmoción y de inmediato Valenzuela pide ayuda a Hernán Pérez de Quesada en Santafe, este acude rápidamente con 5 infantes y algunos caballos. Galeano también se entera de la situación y abandona su avanzada en Guane y llega a Vélez apenas un día después que Quesada.  
Con una fuerza de 60 infantes y 9 caballos, Martin Galeano sale primero hacia las tierras de Agatá, (presumiblemente en tierras de actual límite de Vélez y Bolívar) quien también se había sublevado y amenazaba con invadir Vélez. Al llegar los indígenas esperaban en terreno alto, estos rompieron hostilidades con lazas y flechas, pero las armas, caballos y perros españoles eran más eficaces y rápidamente hicieron retroceder al ejército indígena. El cacique Agatá fue alcanzado por una flecha y perdió la vida.  
Las crónicas no describen claramente como de desarrollaron los combates subsecuentes, no está claro si Saboyá y Tisquizoque participaron en este primer encuentro, o si Galeano fue comarca por comarca doblegando a cada grupo, se narra únicamente que después de cada enfrentamiento y al verse los indígenas reducidos estos elegían escapar hacia las zonas más montañosas e inaccesibles. 
Las leyendas locales narran que al encontrarse Tisquizoque y su pueblo acorralado resolvieron no entregarse al yugo español y entregar su vida a los dioses lanzándose de la majestuosa cascada de Tisquizoque, razón por la cual esta lleva su nombre. No hay ninguna evidencia que esto haya sucedido en realidad y en cambio se presume que el pueblo siguió luchando contra la conquista durante al menos una década junto con otros pueblos de la zona como los muzos hasta que finalmente fueron sometidos y asignados a un nuevo encomendero. 

#### Encomiendas
Según los cronistas españoles, los muiscas del rincón de Saboyá se alzaron ocasionalmente contra el dominio español, aún muchos años después de su conquista definitiva en 1940. Los indígenas fueron primero confinados a encomiendas en su propio territorio y luego al ver su número reducido juntados en caseríos.
| Juan Alonso Gascón      | 1540      | Asesinado por los indios                         |
| Juan Alonso de la Torre | 1541-1565 | Dirigió la búsqueda de minas de oro en el Carare |
| Martín Alonso Galindo   | 1565-1566 | Hijo del anterior                                |
| Lorenzo Martín          | 1566-1607 | Pide los indios de su hermano fallecido          |
| Isabel Garcez           | 1607-1617 | Última encomendera esposa de Martin Alonso       |

A partir de 1617 los indios encomendados de la región de Vélez pasaron como agregados a los pueblos de indios. Los Tisquizoques no aparecen en los agregados en Guavatá, Güepsa, Platanal y Chipatá. una razón por la cual se presume no hay registros de la comunidad es que hayan sido juntados en una misma encomienda con otros pueblos, por ejemplo el pueblo de Cite en el actual Barbosa que fueron siempre pertenecientes a los mismos encomenderos y junto a los cuales aparecen relacionados en varios documentos. 

#### Mópora
Algunos caseríos sobrevivieron por algunos años. Es caso de Mópora, que desde 1542 fue centro de adoctrinamiento indígena y en 1718 fue convertido en parroquia, aunque posteriormente decayó y perdió su estatus.

### SigloXIX
Durante los años posteriores a la conquista, el actual territorio de Florián permaneció escasamente poblado, perteneciendo primero a la jurisdicción del cabildo de Vélez y luego a la parroquia de Jesús María. Durante el siglo XIX, después de la independencia de Colombia su condición de territorio perteneciente a Jesús María continúa. En este periodo se establecen algunos asentamientos en la parte alta del actual municipio como Encenillo y La Venta. También se tiene conocimiento de un asentamiento a orillas del río Minero conocido como Otromundo, y que tenía principal acceso por Pauna. Sin embargo la zona central donde se encuentra la cabecera municipal, permaneció por aquella época inhabitada e inexplorada.
A finales del siglo XIX hubo un considerable aumento en la población del municipio de Jesús María, por lo que muchos de sus habitantes optaron por buscar nuevas tierras especialmente hacia la zona oeste cuyo territorio era en su mayoría inexplorado. Ezequiel Florián, hacendado del sector de La Cabrera hizo parte de este movimiento convirtiéndose en dueño de la mayor parte de lo que hoy es la zona centro del municipio. Florián consintió la presencia de arrendatarios en sus terrenos y poco a poco llegaron más colonizadores que fueron poblando la zona. en sus tiempos los pobladores cultivaban maíz, café, plátano y yuca cuyos excedentes llevaban a vender en el mercado de Jesús María.
Acerca de los primeros colonos no se han encontrado datos precisos, lo que sí se puede afirmar es que esa primera migración ocurrió entre las décadas de los 60 y 80 del siglo XIX. El primer centro de mercadeo de la zona se fundó a finales del siglo XIX, en el sitio denominado "Loma de Sutes", hoy La Bañadera en la vereda La Cabaña. Hacia 1910 se estableció una escuela en el predio El Manzano sobre el camino que conducía de Loma de Sutes a Jesús María.

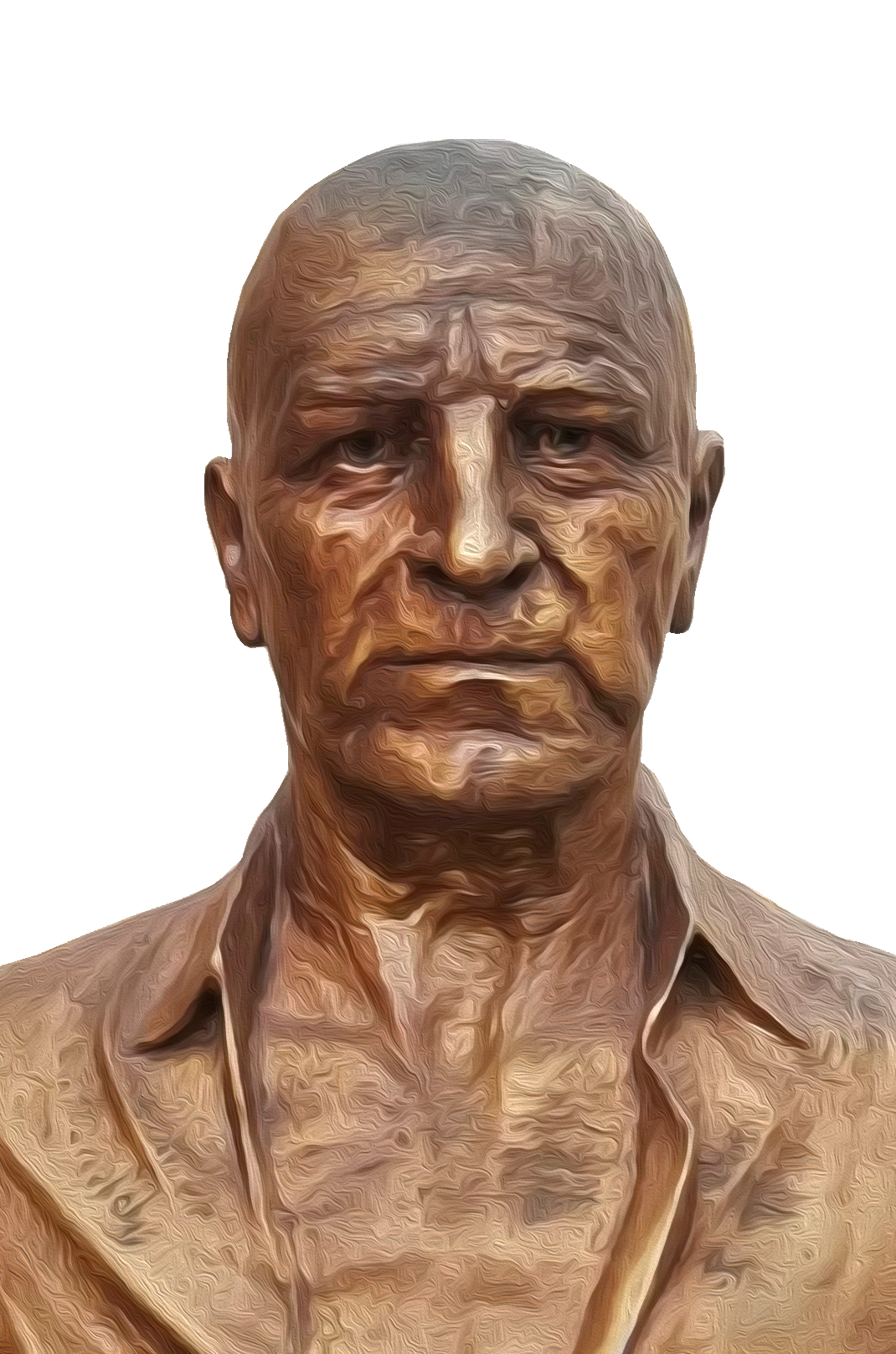
Ezequiel Florián. Representación artística

### Fundación
Entre 1915 y 1918, Belisario Téllez (yerno de Ezequiel Florián y administrador de sus tierras) autorizó la fundación de un caserío en un terreno llamado "El Manzano", hoy sector de Santa Cruz, debido a la mala ubicación del anterior en Loma de Sutes. Don Belisario donó los terrenos de la plaza, entregó los lotes a modo de arriendo a sus cofundadores y bautizó el nuevo caserío con el nombre de "Puerto Florián". Para los años 20 Florián ya se había erigido como una inspección dependiente de Jesús María.  Hacia 1927, el ingeniero Gustavo Téllez Florián, nieto de Ezequiel Florián, dona los terrenos para la construcción del templo y la parroquia además de hacer el trazado de la vía que uniría con el río minero.
Como era común en esta época, la familia Tellez Florián ejercía la práctica del gamonalismo, en virtud de la cual toda la población de ese entonces era arrendataria de sus predios, además de ser considerados súbditos de sus propietarios. Esto generó en varias ocasiones el descontento de algunos pobladores con sus "amos", que llevaron a desalojos forzados. Destaca el desacuerdo que Luiz Pérez Téllez tuvo con don Belisario hacia el 1929 y que causó que don Luiz abandonara el caserío y estableciera uno nuevo en El Darién (posteriormente La Belleza).
En los años posteriores se continuó la dinámica entre amos y súbditos, llegándose a presentar ocupaciones de tierras y demandas judiciales. Entre 1942 y 1946 muere Belisario Téllez en extrañas circunstancias, al comerse un lulo silvestre mientras se dirigía a resolver un pleito judicial por ocupación ilegal de sus tierras. Sus hijos, Carlos y Gustavo, fueron los herederos de los inmensos terrenos, sin embargo estos impulsados tal vez por el cambio social de la época terminaron vendiendo prácticamente la totalidad de sus terrenos a los anteriormente arrendatarios alrededor de 1956.

### La violencia
El gamonalismo echó raíces fuertes bajo la bandera del liberalismo. Belisario Téllez fue combatiente del bando liberal en la guerra de los Mil Días y llegó a obtener el grado de general. La población que se estableció en Florián era netamente liberal. 
Con la caída de la hegemonía liberal en las elecciones de 1946, el Partido Conservador toma el poder del Estado y, bajo esta nueva dinámica, los liberales ven su poder reducido. En Florián empiezan a presentarse continuos conflictos por en control de las tierras, especialmente en la frontera con el entonces también corregimiento de La Belleza. Durante los siguientes dos años se presentaron varias disputas provocadas por ambos bandos que causaron un contado número de muertes.
En 1948, con los acontecimientos de El Bogotazo, el enfrentamiento bipartidista se encarnizó en todo el país. En Florián hubo una fuerte tensión en los años posteriores, debido a su situación geográfica, ya que estaba completamente rodeado de poblaciones netamente conservadoras; a esto se le sumó que, con el Gobierno nacional en manos de los conservadores, las autoridades públicas eran también de este bando. En esta época hubo una nueva oleada de colonos liberales que venían desplazados de otros territorios controlados ahora por conservadores como La Belleza, Albania y Pauna.
En años siguientes los enfrentamientos no cesaron, desembocando en los hechos del 5 de abril de 1953, cuando en la noche ocurrió una asonada a la inspección de policía del caserío, comandada por el conservador y oriundo de La Belleza, cabo Luis Vargas, quien terminaría asesinado. Temiendo represalias, los pobladores huyeron durante la noche hacia veredas cercanas donde se refugiaron. Al día siguiente los refuerzos de la policía chulavita y civiles conservadores de La Belleza y pueblos vecinos tomaron el poblado y, al encontrarlo desocupado, prendieron fuego a las casas. El incendio duró dos o tres días, cuando la llegada del Ejército hizo aplacar los ánimos de ambos bandos. Sin embargo Florián quedó casi en ruinas: tan solo pocas casas de adobe se mantenían en pie. Aunque este hecho se considera el pico de la violencia, en los años siguientes se siguieron presentando enfrentamientos esporádicos, y el resentimiento con las poblaciones vecinas continuó muchos años después.

### Creación del Municipio
la historia jurídica de Florián comenzó como inspección de policía de Jesús María, según Ordenanza número 34 de 1944. La pujanza de sus gentes logró que en 1974 fuera elevado a la categoría de municipio según Ordenanza 25 de 7 de julio de 1974, la que facultó al gobernador doctor Oscar Martínez Salazar para efectuar la creación municipal, la cual se concretara mediante el decreto departamental No.2355 del 19 de agosto de 1975, el cual dice:
"Art. 1º. Créase el municipio de Florián, con territorios que se segregan de los municipios de Jesús María y Albania..."

## Geografía

### Relieve

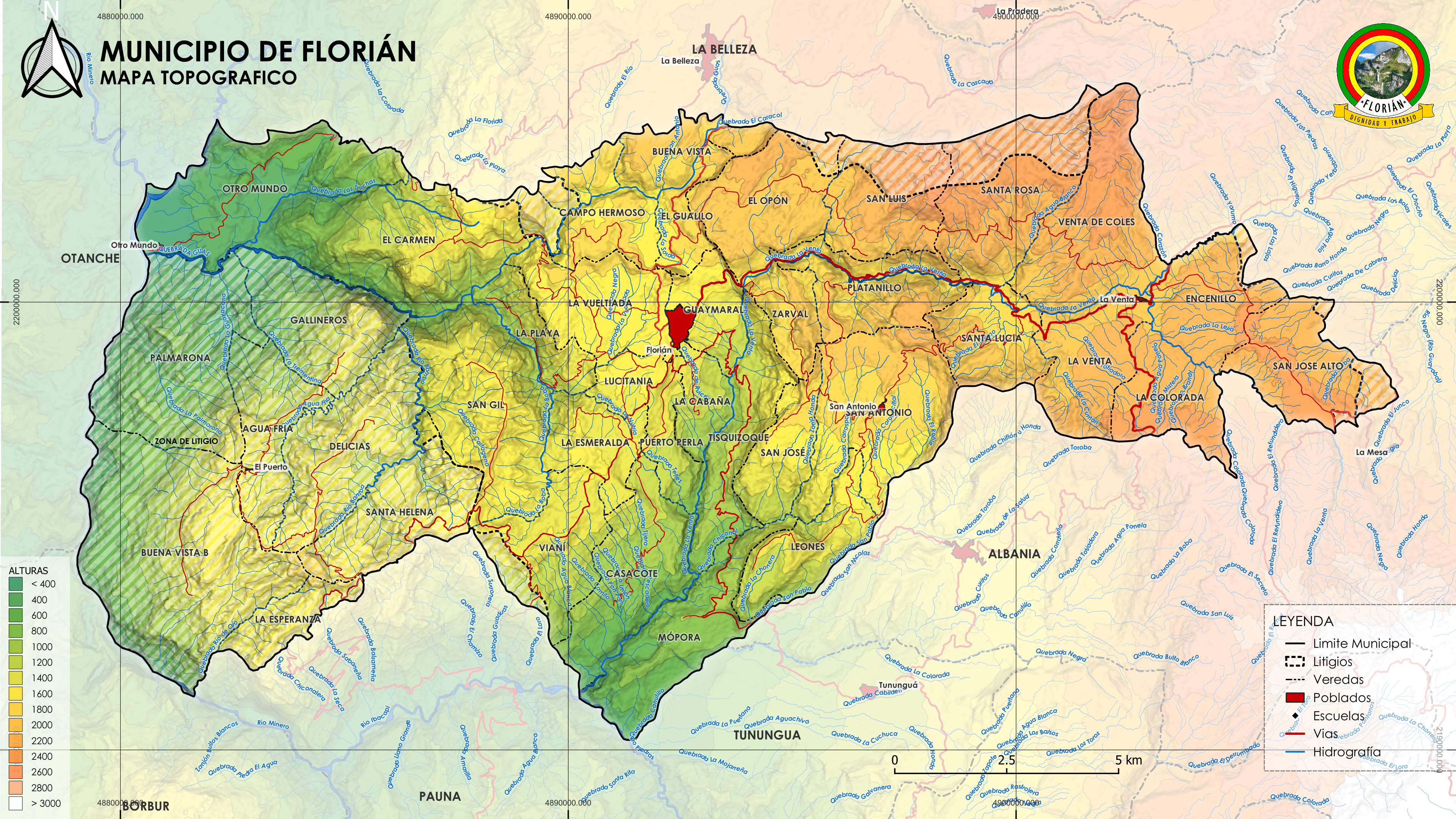
Mapa Topografico de Florián

La mayor parte de la región posee suelos con relieves que van desde ondulados a muy quebrados y escarpados, la pendiente oscila entre 30% y 60% y aun las hay mayores de este porcentaje; son suelos bastante erosionables, de relativa profundidad, de alta pedregosidad, tiene buena permeabilidad y drenaje que va de lo normal a lo excesivo; por ser muy jóvenes y recientes de usos son muy fértiles, aptos para el cultivo de subsistencia y aún para permanentes bosques y pastoreo, estos suelos no son mecanizados. Aún existen especies nativas maderables como el cedro, el nogal, el mopo y el roble.
La fertilidad va de medio a bajo grado, con poca salinidad de los suelos, acidez en los ríos y acumulación de material parental heterogéneo a partir de las rocas sedimentarias.

### Clima
Florián posee un clima de montaña típico de la ladera occidental de la cordillera oriental, clasificado según el sistema koppen dentro del clima tropical húmedo (Af) en su territorio bajo y medio, y un clima templado húmedo de montaña (Cfbi) en su zona más alta. Presenta los tres pisos térmicos: cálido, templado y frío. 
Dada la variación y heterogeneidad del relieve del municipio, las temperaturas medias anuales oscilan entre los 14 °C a los 2.530 m s. n. m. y los 26 °C a los 530 m s. n. m. La temperatura media de la cabecera municipal es de 19.6 °C. 
La distribución de las lluvias a lo largo del año presenta dos temporadas lluviosas y dos secas, con características muy similares al resto de la Región Andina Colombiana, con precipitaciones alrededor de los 2500 milímetros al año.
| Parámetros climáticos promedio de Florián (Santander)                                                    | Parámetros climáticos promedio de Florián (Santander) | Parámetros climáticos promedio de Florián (Santander) | Parámetros climáticos promedio de Florián (Santander) | Parámetros climáticos promedio de Florián (Santander) | Parámetros climáticos promedio de Florián (Santander) | Parámetros climáticos promedio de Florián (Santander) | Parámetros climáticos promedio de Florián (Santander) | Parámetros climáticos promedio de Florián (Santander) | Parámetros climáticos promedio de Florián (Santander) | Parámetros climáticos promedio de Florián (Santander) | Parámetros climáticos promedio de Florián (Santander) | Parámetros climáticos promedio de Florián (Santander) | Parámetros climáticos promedio de Florián (Santander) |
| Mes | Ene.                                                  | Feb.                                                  | Mar.                                                  | Abr.                                                  | May.                                                  | Jun.                                                  | Jul.                                                  | Ago.                                                  | Sep.                                                  | Oct.                                                  | Nov.                                                  | Dic.                                                  | Anual                                                 |
| --- | ----------------------------------------------------- | ----------------------------------------------------- | ----------------------------------------------------- | ----------------------------------------------------- | ----------------------------------------------------- | ----------------------------------------------------- | ----------------------------------------------------- | ----------------------------------------------------- | ----------------------------------------------------- | ----------------------------------------------------- | ----------------------------------------------------- | ----------------------------------------------------- | ----------------------------------------------------- |
| Temp. máx. abs. (°C)                                                                                     | 28.00                                                 | 28.00                                                 | 27.60                                                 | 26.20                                                 | 26.80                                                 | 28.20                                                 | 29.00                                                 | 28.40                                                 | 28.40                                                 | 28.00                                                 | 27.00                                                 | 27.80                                                 | '                                                     |
| Temp. máx. media (°C)                                                                                    | 24.00                                                 | 23.60                                                 | 23.95                                                 | 23.76                                                 | 23.78                                                 | 24.46                                                 | 24.82                                                 | 24.98                                                 | 24.95                                                 | 24.23                                                 | 23.72                                                 | 24.96                                                 | 24.3                                                  |
| Temp. media (°C)                                                                                         | 19.07                                                 | 19.02                                                 | 19.32                                                 | 19.39                                                 | 19.29                                                 | 19.42                                                 | 19.46                                                 | 19.40                                                 | 19.50                                                 | 19.21                                                 | 19.05                                                 | 19.15                                                 | 19.3                                                  |
| Temp. mín. media (°C)                                                                                    | 14.23                                                 | 14.64                                                 | 14.99                                                 | 15.31                                                 | 15.34                                                 | 14.75                                                 | 14.60                                                 | 14.64                                                 | 14.55                                                 | 14.92                                                 | 14.93                                                 | 14.42                                                 | 14.8                                                  |
| Temp. mín. abs. (°C)                                                                                     | 10.80                                                 | 12.60                                                 | 12.40                                                 | 13.00                                                 | 13.40                                                 | 11.60                                                 | 12.00                                                 | 11.00                                                 | 12.60                                                 | 12.10                                                 | 12.80                                                 | 12.00                                                 | '                                                     |
| Precipitación total (mm)                                                                                 | 122.27                                                | 127.50                                                | 325.41                                                | 291.06                                                | 186.05                                                | 76.66                                                 | 81.72                                                 | 92.14                                                 | 166.36                                                | 319.66                                                | 231.79                                                | 188.94                                                | 2209.6                                                |
| Días de lluvias (≥ )                                                                                     | 14                                                    | 15                                                    | 19                                                    | 22                                                    | 21                                                    | 15                                                    | 13                                                    | 14                                                    | 18                                                    | 22                                                    | 21                                                    | 18                                                    | 212                                                   |
| Humedad relativa (%)                                                                                     | 85.93                                                 | 87.90                                                 | 87.73                                                 | 87.20                                                 | 87.37                                                 | 84.57                                                 | 81.70                                                 | 82.33                                                 | 81.21                                                 | 85.52                                                 | 86.97                                                 | 84.92                                                 | 85.3                                                  |
| Fuente: Instituto de Hidrología, Meteorología e Investigaciones Ambientales (IDEAM) 14 de agosto de 2016 |                                                       |                                                       |                                                       |                                                       |                                                       |                                                       |                                                       |                                                       |                                                       |                                                       |                                                       |                                                       |                                                       |

### Límites
El municipio de Florián limita: 
- al norte con el municipio de La Belleza (Santander) y el municipio de Jesús María
- al oriente con el Municipio de Albania
- al sur y al occidente con el departamento de Boyacá.

## Sitios de interés

### Ventanas de Tisquizoque

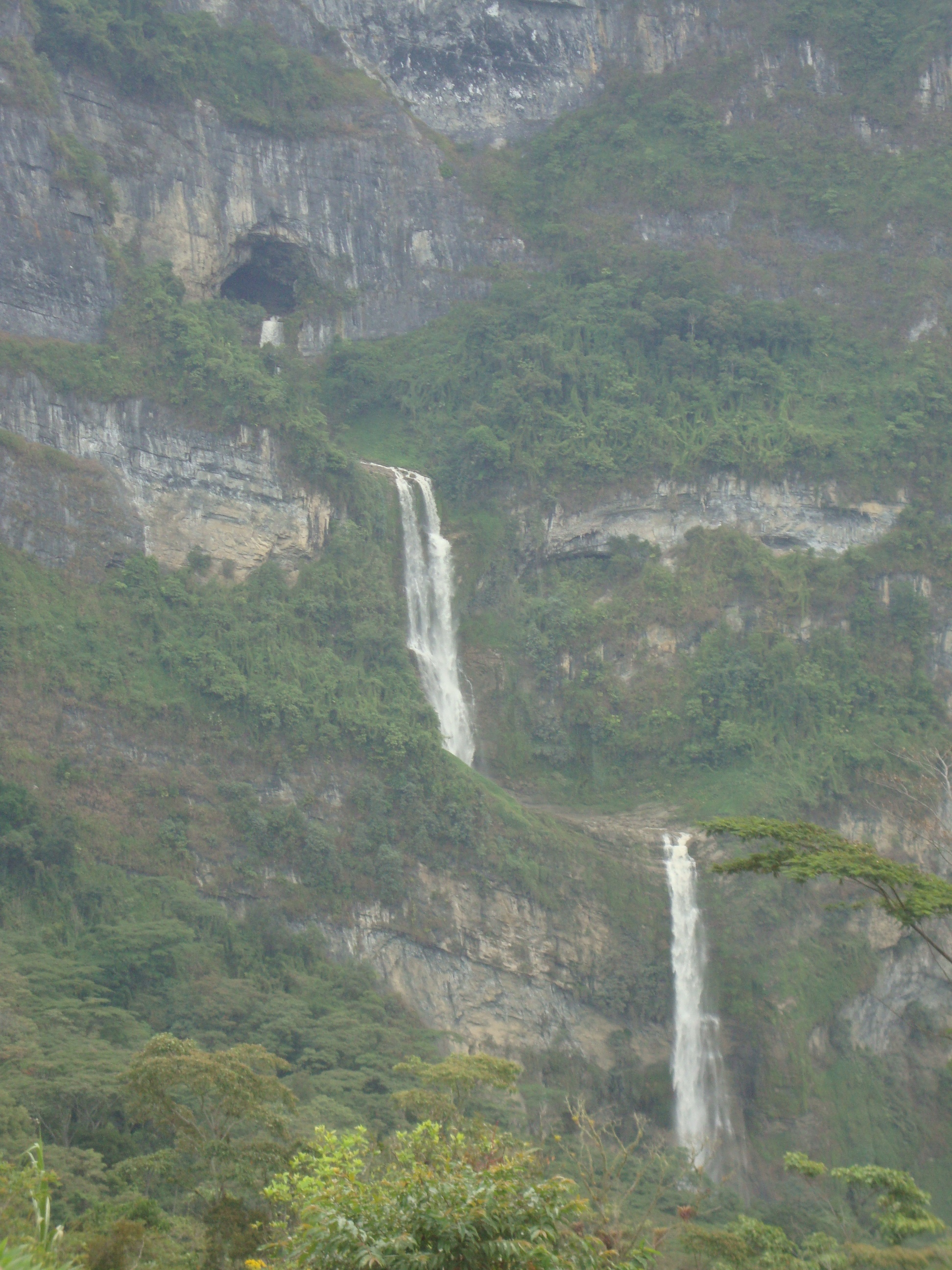
Las ventanas de Tisquizoque

Sitio turístico por excelencia desde donde se puede observar una encantadora panorámica del municipio que, sin lugar a equívocos, cualquier maestro del pincel envidiaría. Esta maravilla de la naturaleza es una cueva natural que recibe el nombre de Ventanas de Tisquizoque, y se encuentra ubicada en la vereda Tisquizoque, a tres kilómetros del casco urbano. 
Se ha convertido en el principal sitio turístico para propios y extraños, su abertura anterior se ubica de frente al casco urbano, de la cual se desprende una impresionante cascada de tres caídas que aumentan la magnitud de su grandeza con el aumento del caudal, especialmente en épocas de lluvia. 
En su interior se puede observar un gran salón tallado en piedra por acción del agua y en su techo se observa gran cantidad de estalactitas.  En el sitio fueron adaptados unos mesones de piedra con sillas y fogones para que los visitantes puedan preparar sus alimentos, instalaciones que son bien aprovechadas, especialmente en vacaciones. Se puede saborear el agua que emana de las rocas y cae sobre una olla hecha en piedra.

### Puente Piedra
Se encuentra ubicada en la vereda La Playa. Es un gran atractivo natural con hermosas cascadas, la naturaleza ha esculpido una hermosa estructura con forma de puente, de unos tres metros de largo y un metro de ancho, ubicada a unos cinco metros de alto, y utilizado desde hace varias generaciones como un paso a la quebrada de La Vueltiada, de aguas cristalinas. En la actualidad es uno de los sitios perfectos para las caminatas ecológicas y el esparcimiento.

### Cerro de los Venados
Se encuentra ubicado en la vereda Campo Hermoso. Es un lugar alto desde el cual se puede observar todo el casco urbano del municipio de Florián, además de observarse hacia lo lejos las ventanas de Tizquizoque. Se ubica en la vía hacia La Belleza, también es el lugar el que finaliza el vía crucis realizado durante la Semana Santa. También es bastante visitado tanto por turistas nacionales como internacionales, y usado igualmente como sitio de reflexión por los feligreses católicos.

### Río Minero
La cuenca del río Minero constituye un ecosistema productor hídrico ecológico determinado por la dinámica climática. El río Minero nace en Cundinamarca en las cabeceras del Páramo del Ratón, a una altitud de 3600 m s. n. m.; atraviesa a Boyacá y Santander y toma el nombre del Carare al unirse con el río Orca y desembocar en el río Magdalena.

### Otros atractivos
- Villa Olímpica
- Charco Paila
- El Chiconal
- Cuevas de Brazuelos

## Servicios públicos
- Energía Eléctrica: Electrificadora de Santander (ESSA), del grupo EPM, es la empresa prestadora del servicio de energía eléctrica.
- Gas Natural: Vanti es la empresa distribuidora y comercializadora de gas natural en el municipio.

## Personas destacadas
En Florián, específicamente en la vereda La Vueltiada, nació Jairo Duván Pineda Niño, quien llegara a ser mayor general de Ejército de Colombia, hasta el año 2006, desempeñándose como inspector general y jefe de Operaciones del Ejército. Actualmente es director general de la Defensa Civil Colombiana.
El general Oscar Enrique González Peña, comandante del Ejército de Colombia entre el 4 de noviembre de 2008 y el 6 de agosto de 2010, nació en Florián. En sus 40 años de vida al servicio del Ejército, ocupó, entre otros, los siguientes cargos: Comandante Comando Conjunto Caribe: Santa Marta, Comandante Séptima División: Medellín. Comandante Cuarta Brigada: Medellín, Comandante Décima Primera Brigada: Montería, Director de Ingenieros del Ejército, Adjunto militar en Estados Unidos, Director Escuela Militar de Cadetes, Director de Sanidad de Ejército, Subdirector de Escuela de Armas y Servicios y Comandante Batallón de Ingenieros.